# Монте-Маренцо
Монте-Маренцо (італ. Monte Marenzo) — муніципалітет в Італії, у регіоні Ломбардія, провінція Лекко.
Монте-Маренцо розташоване на відстані близько 500 км на північний захід від Рима, 40 км на північний схід від Мілана, 11 км на південний схід від Лекко.
Населення — 1958 осіб (2014).

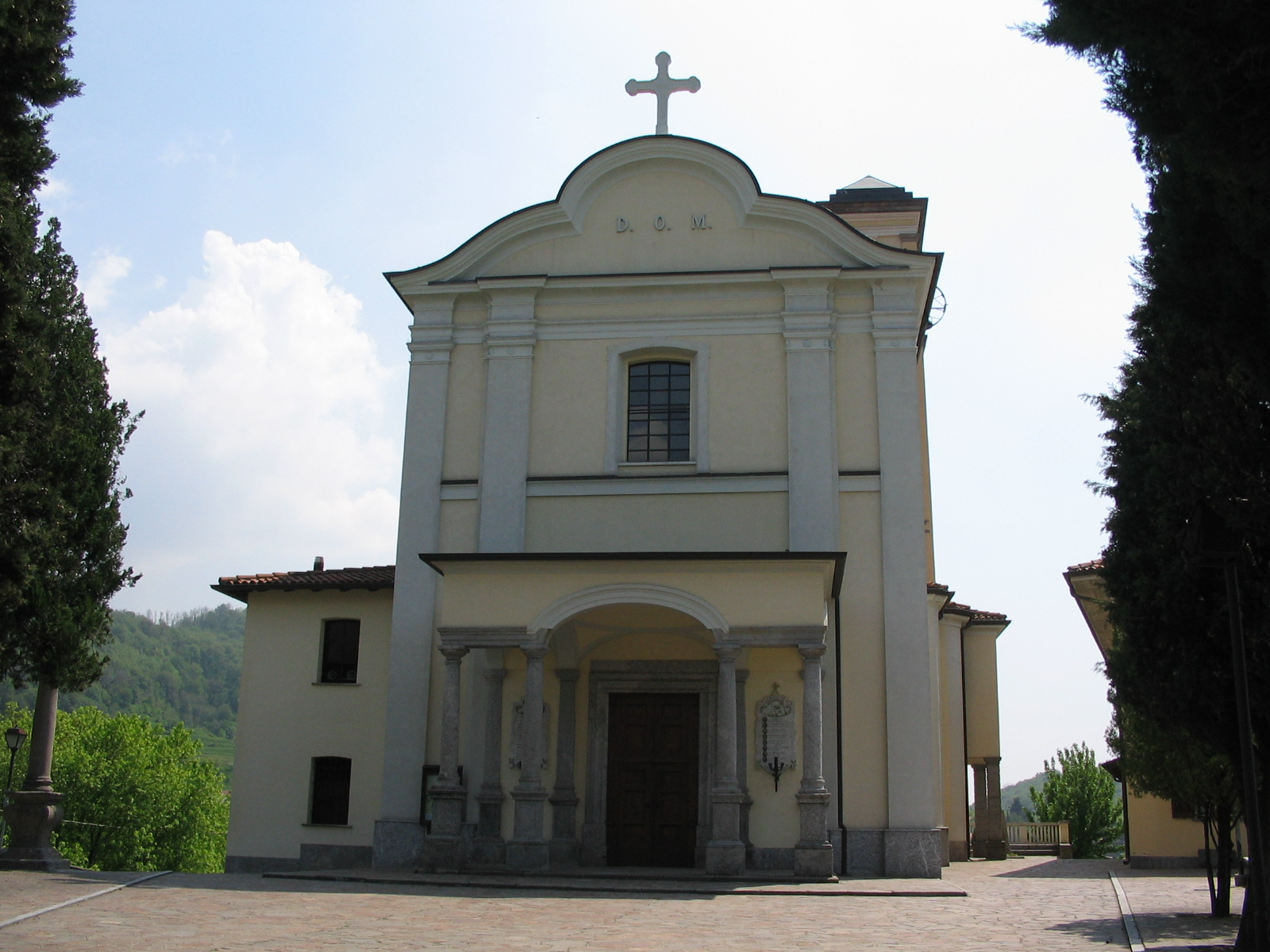

Щорічний фестиваль відбувається 25 січня (Conversione S.Paolo), 7 жовтня (Beata Maria Vergine del Rosario). Покровитель — святий Павло.

## Демографія
Населення за роками:

Станом на 1 січня 2023 року в муніципалітеті офіційно проживало 85 іноземців з 24 країн, серед них 17 громадян країн Євросоюзу та 1 громадянин України.

## Сусідні муніципалітети
- Бривіо
- Калольцьокорте
- Чизано-Бергамаско
- Торре-де'-Бузі